# Esther Petsche
Esther Petsche (* 1973) ist eine Schweizer Filmemacherin, Grafikerin und Künstlerin.

## Werdegang
Petsche ist in Deutschland aufgewachsen und lebt seit 2000 in der Schweiz. Nach dem Studium zur Modedesignerin arbeitete sie zwei Jahre als Kostümassistentin von Frida Parmeggiani für die Inszenierung „Der Ring des Nibelungen“ am Opernhaus Zürich unter der Regie von Robert Wilson. Neun Jahre war sie als Kulturmanagerin und Programmverantwortliche für das Kulturhaus „Unternehmen Mitte“ in Basel tätig. Dort konzipierte sie Ausstellungen und begleitete Lesereihen mit Filmarbeiten. Gleichzeitig begann sie als freischaffende Grafikerin und Filmemacherin zu arbeiten. In ihrem filmischen Schaffen setzt sie sich vor allem mit sozialen und ökologischen Themen auseinander. 

## Werk (Auswahl)
Im Frühjahr 2016 produzierte sie zusammen mit dem Journalisten Samuel Schlaefli den Kurzdokumentarfilm „The climate changers“ über die zivilgesellschaftlichen Aktivitäten während der historischen Klimakonferenz COP21 in Paris, der im Rahmen der „official selection“ des „9th International Kuala Lumpur Eco Film Festival“ gezeigt wurde. Im März 2019 erschien der gemeinsame Film „Die Friedensköche am Rio Napo“ (The amazon changers – cook to empower) über Ölförderung und Vertreibung indigener Gruppen entlang des Rio Napo im Amazonasgebiet Ecuadors sowie kommunalen Ökotourismus als Alternative zur Zerstörung des tropischen Regenwaldes. Der Dokumentarfilm wurde weltweit an verschiedenen Filmfestivals gezeigt und feierte im Oktober 2019 seine Schweizer Premiere.
2021 folgte ein weiterer Film in Zusammenarbeit mit Samuel Schlaefli unter dem Titel Last Call!, der die UN-Klimakonferenz COP26 in Glasgow dokumentiert. Der 42-minütige Film widmet sich der Frage, wer über die Zukunft der Menschheit bestimmt, und begleitet Klimaaktivisten, Klimaforscher und Künstler, die sich mit unterschiedlichen Mitteln für einen wirksamen globalen Klimavertrag einsetzen. Im Fokus stehen insbesondere junge Menschen aus aller Welt, die sich im November 2021 bei Regen und Kälte versammelten, um für eine gerechte und weitreichende Klimapolitik zu protestieren. Zu Wort kommen zentrale Stimmen des aktuellen Klimadiskurses, darunter Aktivisten von Fridays for Future und Extinction Rebellion, eine Hauptautorin des IPCC-Berichts sowie Maina Talia, offizieller Verhandlungsdelegierter der Pazifikinsel Tuvalu.
Seit 2023 widmet sich Esther Petsche verstärkt künstlerischen Projekten, in denen sie sich mit Fragen von Identität und Geschlechterrollen auseinandersetzt. Gemeinsam mit dem Künstler Stefan Trueb realisierte sie unter dem Titel Gentle Conversation eine Werkserie, in der Skulpturen aus Ton und Glas ein Spannungsfeld zwischen äußeren Erscheinungsformen und innerer Wirklichkeit ausloten.
Petsche arbeitet vorwiegend mit Naturmaterialien wie Ton, Stein und Holz und findet in der Kombination ihre eigenen reduzierte Formensprache. Die Materialien werden zum Medium der Rückbindung – an Natur, Körper und Ursprung.
Petsche lebt und arbeitet in Basel.